# ژان زیمر
ژان زیمر (انگلیسی: Jean Zimmer؛ زادهٔ ۶ دسامبر ۱۹۹۳) بازیکن فوتبال اهل آلمان است که در پست مدافع بازی می‌کند.
از باشگاه‌هایی که در آن بازی کرده‌است می‌توان به باشگاه فوتبال اشتوتگارت و باشگاه فوتبال کایزرسلاوترن اشاره کرد.
وی همچنین در تیم‌های ملی فوتبال جوانان آلمان و زیر ۲۱ سال آلمان بازی کرده‌است.